# Yoshiko Honda-Mikami
Yoshiko Honda (jap. 本田 佳子 Honda Yoshiko; ur. 23 maja 1966 w prefekturze Aomori jako Yoshiko Mikami, 三上 佳子) – japońska biathlonistka. W Pucharze Świata zadebiutowała 17 stycznia 1991 roku w Ruhpolding, zajmując 29. miejsce w biegu indywidualnym. Pierwsze pucharowe punkty zdobyła tydzień później w Anterselvie, gdzie zajęła 17. miejsce w tej samej konkurencji. Nigdy nie stanęła na podium zawodów pucharowych. Najlepsze wyniki osiągnęła w sezonie 1991/1992, kiedy zajęła 38. miejsce w klasyfikacji generalnej. W 1991 roku wystąpiła na mistrzostwach świata w Lahti, gdzie zajęła piąte miejsce w biegu indywidualnym i piętnaste miejsce w sprincie. Podczas rozgrywanych dwa lata później mistrzostw świata w Borowcu zajęła odpowiednio 42. i 28. miejsce. W 1992 roku wystartowała na igrzyskach olimpijskich w Albertville, gdzie uplasowała się na 35. pozycji w biegu indywidualnym i 22. pozycji w sprincie. Brała też udział w igrzyskach w Lillehammer cztery lata później, zajmując 54. miejsce w biegu indywidualnym i 44. miejsce w sprincie.

## Osiągnięcia

### Igrzyska olimpijskie
| Rok  | Miejscowość | Konkurencje | Konkurencje | Konkurencje | Konkurencje | Konkurencje | Konkurencje | Konkurencje |
| Rok  | Miejscowość | IN          | SP          | PU          | MS          | RL          | MR          | SR          |
| ---- | ----------- | ----------- | ----------- | ----------- | ----------- | ----------- | ----------- | ----------- |
| 1992 | Albertville | 35.         | 22.         | nd.         | nd.         | –           | nd.         | –           |
| 1994 | Lillehammer | 54.         | 44.         | nd.         | nd.         | –           | nd.         | –           |

### Mistrzostwa świata
| Rok  | Miejscowość | Konkurencje | Konkurencje | Konkurencje | Konkurencje | Konkurencje | Konkurencje | Konkurencje |
| Rok  | Miejscowość | IN          | SP          | PU          | MS          | RL          | MR          | SR          |
| ---- | ----------- | ----------- | ----------- | ----------- | ----------- | ----------- | ----------- | ----------- |
| 1991 | Lahti       | 5.          | 15.         | nd.         | nd.         | –           | nd.         | –           |
| 1993 | Borowec     | 42.         | 28.         | nd.         | nd.         | –           | nd.         | –           |

### Puchar Świata

#### Miejsca w klasyfikacji generalnej
| Sezon     | Miejsce |
| --------- | ------- |
| 1990/1991 | 53.     |
| 1991/1992 | 38.     |
| 1992/1993 | -       |
| 1993/1994 | -       |